# 佐野美波
佐野美波（さの みなみ）は日本の財務官僚。

## 来歴
新潟県出身。東京大学法学部卒業。東大法学部在学中に国家公務員一種試験（法律区分）に合格。1998年 大蔵省入省（国際金融局総務課）。アジア通貨危機の影響が大きく残る時期で、より強いシステムを作るためにIMFやサミット準備の場で各国から様々な提案が行われていた。また、国際機構課では日本としての対応の検討に関わった。ここでフランスの対応に興味を惹かれたことが、後のフランス留学につながった。2004年7月 農林水産省大臣官房へ出向。農政の歴史や改革への熱い思いに触れた。
2006年から財務省理財局計画官補佐。財政投融資を担う部署で、各機関からの要求を審査していた。2009年 主計局総務課長補佐（歳入・国債）兼主計局主計企画官補佐（財政分析係主査）。2011年 主計局主計官補佐（環境係主査）。地球環境保全、廃棄物・リサイクル対策など、環境省予算を担当。東日本大震災により、当初は2000億円だったが、補正後には1兆4000億に達した。
2020年7月22日 主税局総務課主税企画官兼主税局総務課社会保障・税一体改革調整室長兼主税局調査課。2021年7月9日 主税局税制第一課主税企画官兼主税局税制第三課。2022年7月1日 理財局計画官（内閣・財務、農林水産・環境、経済産業、海外投資担当）。2023年7月7日 理財局国債業務課長。

## 略歴
- 1998年4月：大蔵省入省（国際金融局総務課）。
- 1998年6月：国際局総務課。
- 1999年：国際局国際機構課。
- 2000年：福岡国税局調査査察部。
- 2000年：留学（パリ第2大学）。
- 2001年：留学（パリ第5大学）。
- 2002年：財務省関税局関税課参事官室。
- 2004年7月：農林水産省大臣官房企画評価課係長。
- 2006年：理財局計画官補佐（国土交通担当）。
- 2007年7月：理財局計画官補佐（経済産業担当）。
- 2008年：理財局国庫課長補佐（総括・国庫調査）[6]。
- 2009年：主計局総務課長補佐（歳入・国債） 兼 主計局主計企画官補佐（財政分析係主査）[4]。
- 2010年：主計局主計官補佐（文部科学第4係主査）。
- 2011年：主計局主計官補佐（環境係主査）。
- 2012年：主計局主計官補佐（司法・警察係主査）。
- 2013年6月：大臣官房文書課業務企画室課長補佐（業務企画） 兼 大臣官房文書課広報室課長補佐（広報）（産休・育児休業）[7]。
- 2015年：国税庁長官官房総務課調査室長。
- 2016年6月22日：大臣官房信用機構課機構業務室長 兼 大臣官房政策金融課長補佐。
- 2018年7月17日：理財局国有財産企画課政府出資室長 兼 理財局財政投融資総括課。
- 2020年7月22日：主税局総務課主税企画官 兼 主税局総務課社会保障・税一体改革調整室長 兼 主税局調査課。
- 2021年7月9日：主税局税制第一課主税企画官 兼 主税局税制第三課。
- 2022年7月1日：理財局計画官（内閣・財務、農林水産・環境、経済産業、海外投資担当）。
- 2023年7月7日：理財局国債業務課長。
- 2025年7月8日︰理財局国債企画課長。